# شريا شارما
شريا شارما (بالإنجليزية: Shriya Sharma)‏ هي ممثلة هندية.

## وصلات خارجية
- شريا شارما على موقع IMDb (الإنجليزية)
- شريا شارما على موقع قاعدة بيانات الفيلم (الإنجليزية)